# Доведение до самоубийства
Доведе́ние до самоуби́йства — преступление, в котором объектом преступления является жизнь другого человека. Объективная сторона преступления заключается в доведении до самоубийства или до покушения на самоубийство путём угроз, жестокого обращения или систематического унижения человеческого достоинства потерпевшего.
В соответствии со статьёй 110 УК РФ доведение лица до самоубийства или до покушения на самоубийство путём угроз, жестокого обращения или систематического унижения человеческого достоинства потерпевшего наказывается ограничением свободы на срок до трёх лет или принудительными работами на срок до пяти лет, либо лишением свободы на такой же срок.
Аналогичный смысл имеют статья 145 УК Республики Беларусь и статья 128 УК Кыргызской Республики.